# Belsk Duży (plaats)
Belsk Duży is een dorp in het Poolse woiwodschap Mazovië, in het district Grójecki. De plaats maakt deel uit van de gemeente Belsk Duży.